# Inuyama (Aichi)
Inuyama (犬山市 Inuyama-shi?) es una ciudad que se encuentra en el norte de la Prefectura de Aichi, en Japón.
Según datos del 2010, la ciudad tiene una población estimada de 75.449 habitantes y una densidad de 1.010 personas por km². El área total es de 74,97 km².
La ciudad fue fundada el 1 de abril de 1954.
Una de las principales atracciones turísticas es el Castillo Inuyama, construido en 1537 por Oda Nobuyasu, abuelo de Oda Nobunaga. Este castillo japonés es considerado un Tesoro Nacional de Japón.

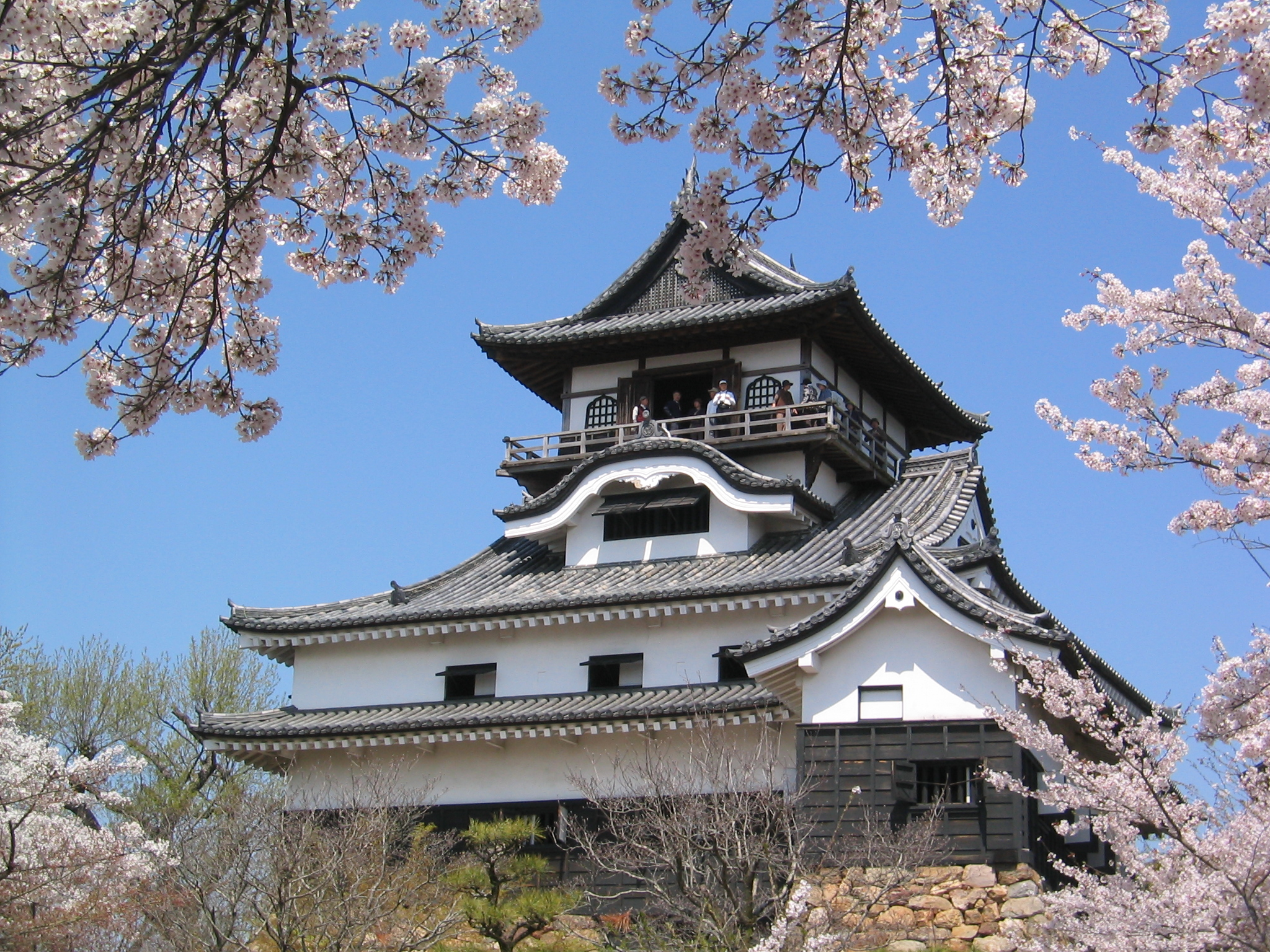
Castillo Inuyama.

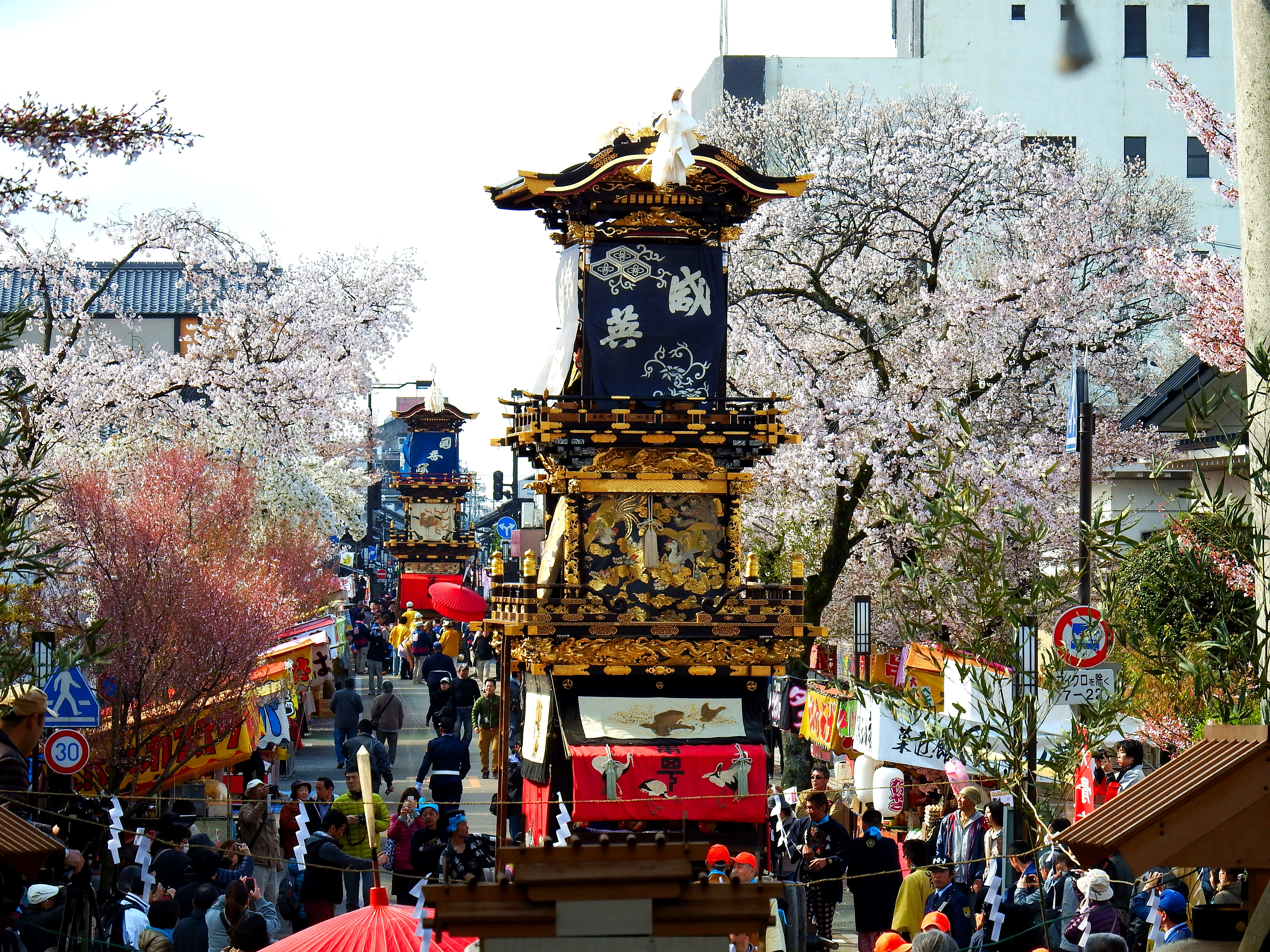
Fiesta de Inuyama

## Política
La composición del pleno municipal de Inuyama es la siguiente:
| Partido | Partido                    | Partido | Concejales |
| ------- | -------------------------- | ------- | ---------- |
|         | Grupo Guardemos Inuyama    | GGI     | 7/16       |
|         | Grupo Viento Puro          | GVP     | 4/16       |
|         | Partido Comunista de Japón | PCJ     | 3/16       |
|         | Komeito                    | KMT     | 2/16       |

## Ciudades hermanadas
- Davis (California)
- Tateyama (Toyama)
- Nichinan (Miyazaki)
- Xiangyang (Hubei)
- Sankt Goarshausen
- Condado Haman (Gyeongsang del Sur)